# Nonnula
Nonnula là một chi chim trong họ Bucconidae.